# Velký útěk

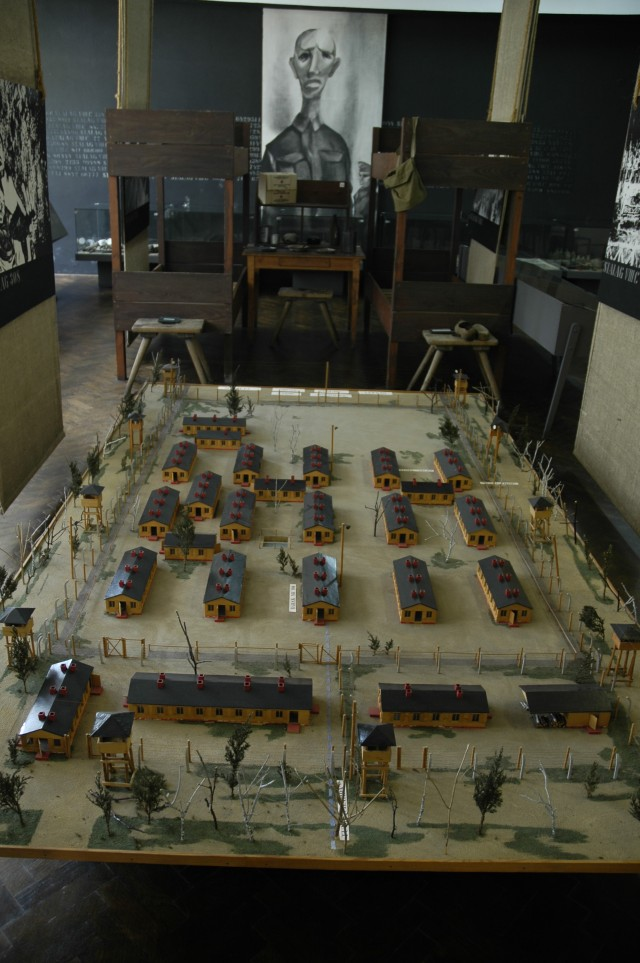
Model tábora Stalag Luft III

Velký útěk byl útěk spojeneckých letců za druhé světové války z německého zajateckého tábora Stalag Luft III, který se nacházel poblíž města Zaháně (tehdy Sagan v Pruském Slezsku, dnes Żagań v Polsku). Útěk se uskutečnil v noci z 24. na 25. března 1944.

## Příprava k útěku
Koncem roku 1942 se sešel tajný výbor pro útěk, do jehož čela se postavil britský major Roger Bushell, který měl za sebou už dva nevydařené útěky ze zajetí. Bylo rozhodnuto o stavbě tří tunelů, označovaných Tom, Dick a Harry. Stavbu plánovali geodeti a důlní inženýři z řad zajatců, kopání probíhalo s pomocí nářadí, které si vyrobili z jídelních příborů, kousků drátu či kovového odpadu. Tunely měly i improvizovanou ventilaci, která byla poháněna pumpou vyrobenou ze staré tahací harmoniky, a dokonce i elektrické osvětlení napojené na rozvod táborové elektřiny.  Do prací se přímo či nepřímo zapojilo až 600 vězňů. Prací se účastnili také tři čeští letci RAF, Arnošt Valenta, Bedřich Dvořák a Ivo Tonder.
Tunel Tom byl po prokopání 85 metrů 8. září 1943 odhalen. Tunel Dick byl v lednu 1944 opuštěn po tom, kdy se ve směru jeho vyústění začalo budovat rozšíření tábora. Práce se tak soustředily na Harryho. Harry, začínající svislou šachtou pod kamny baráku číslo 104, byl po dokončení 111 metrů dlouhý a vedl v hloubce 9 metrů.
Při kopání jiné skupiny letců padělaly stovky dokladů, roznášely tuny zeminy z tunelu po táboře; další zajatci vyráběli mapy a kompasy, jiní přešívali uniformy a přebarvovali je krémem na boty a jiní se učili mluvit alespoň trochu německy. Valenta například převážně s pomocí korumpování strážných opatřoval důležité informace k útěku, jako aktuální mapy okolí či jízdní řády vlaků. Tonder se podílel přímo na kopání. Dvořák vedl krejčovskou dílnu na přešívání obleků.
14. března 1944 zbýval poslední půlmetr k povrchu. Útěk měl být proveden v létě, ale z důvodu stoupající ostražitosti věznitelů bylo vybráno nejbližší datum, kdy by měla být zatažená obloha. Utéct mělo 510 vězňů, prvních 200 bylo vybráno podle zásluh a losováním. 30 mělo utíkat vlakem, vybaveno oblečením, dokumenty i penězi. Dalších 70 pak po vlastní ose. Všichni tři Češi byli vybráni do vlakové skupiny.

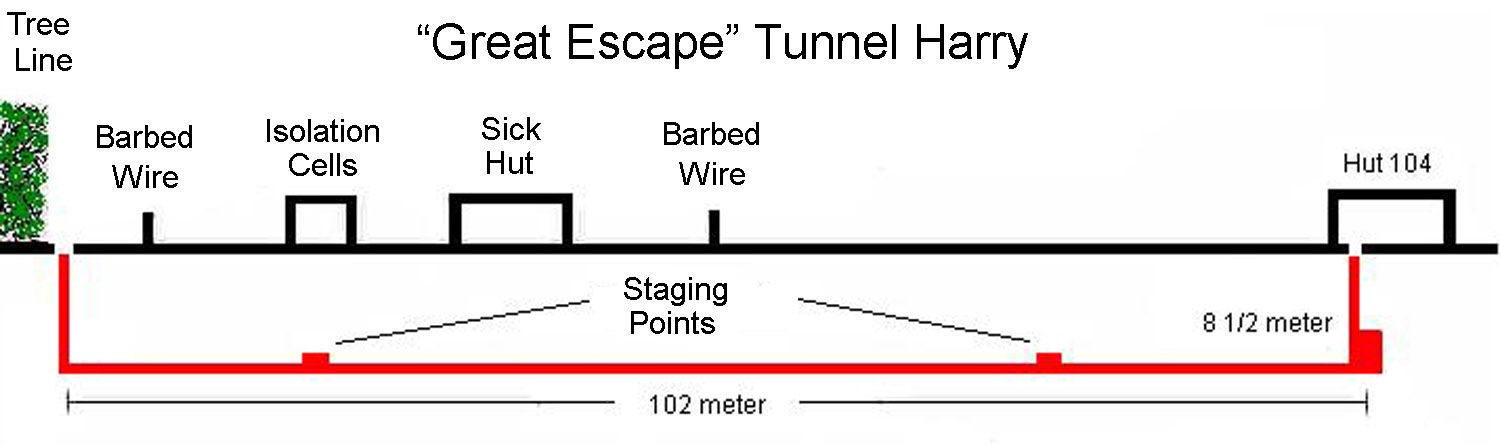
Tunnel Harry

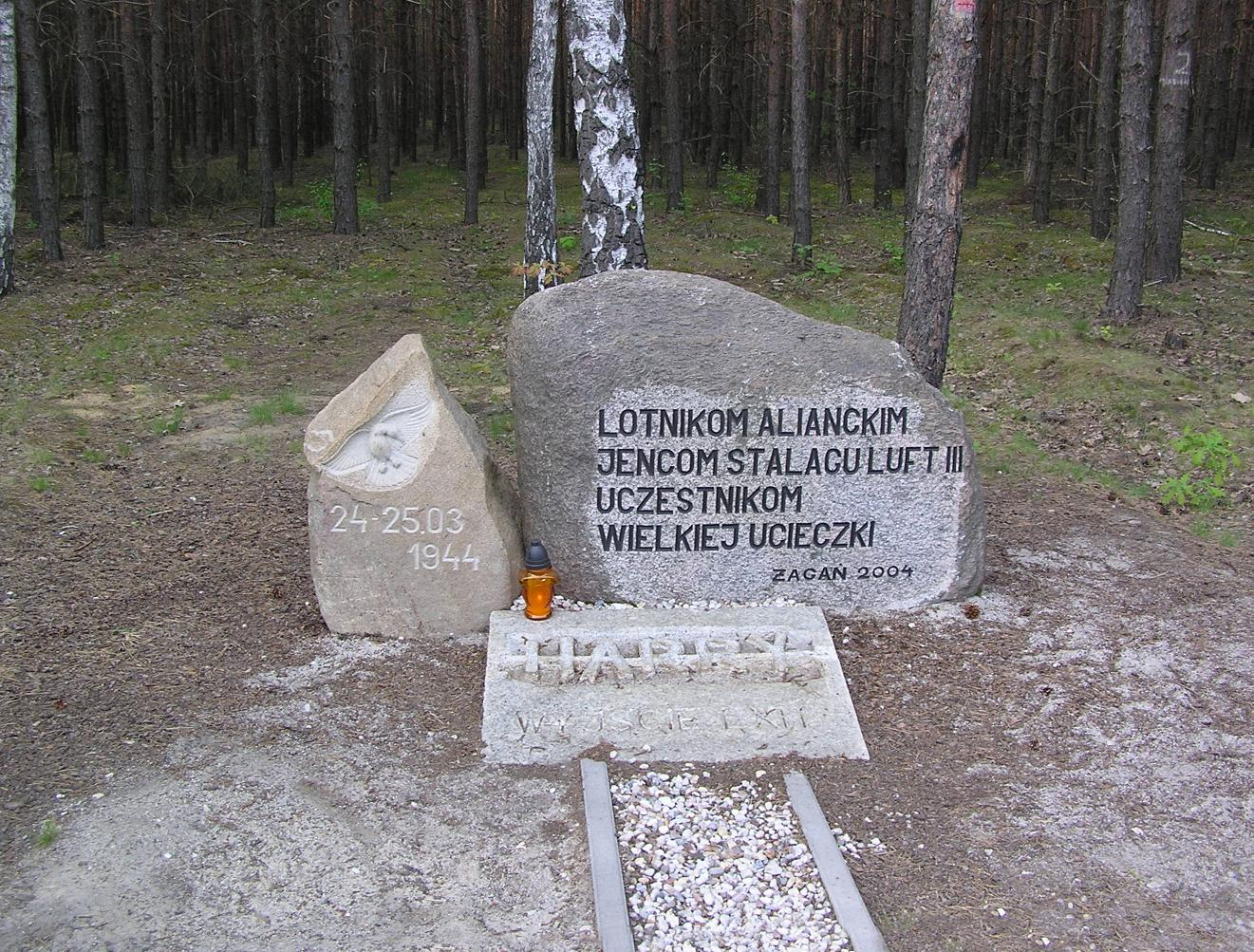
Památník útěku

## Útěk
| Národnost 50 popravených |
| 21 Britů                 |
| 6 Kanaďanů               |
| 6 Poláků                 |
| 5 Australanů             |
| 3 Jihoafričané           |
| 2 Norové                 |
| 2 Novozélanďané          |
| 1 Řek                    |
| 1 Francouz               |
| 1 Litevec                |
| 1 Čech (Arnošt Valenta)  |
| 1 Belgičan               |

Datem útěku se stala noc z 24. března na 25. března 1944. Té noci napadl sníh, takže se riziko odhalení velmi zvýšilo. Tunel také neústil v lesíku, jak bylo plánováno, ale v otevřeném terénu asi 15 metrů od strážní věže tábora.
První uprchlík přeběhl do lesa a natáhl lano, za které zatáhl a tím dal signál čekajícím v tunelu, že se stráž na věži nedívá. Když uprchl další zajatec, vystřídal předchozího u lana. Pět minut před pátou odhalil německý strážný ústí tunelu, čímž útěk skončil. Z původních 200 účastníků se jich na svobodu stačilo dostat 76, když se nepočítalo s mnoha okolnostmi, jako byl hluboký sníh, který ztěžoval krytí, zřícení části tunelu nebo přerušení přívodu elektřiny.
Uprchlíci měli v plánu uprchnout do Francie, Polska, Švýcarska nebo Švédska. Asi polovina uprchlíků zamířila na necelé 2 kilometry vzdálené nádraží v Żagani, zbytek musel jít pěšky. Nicméně ti, kteří zamířili na nádraží, jej nakonec nemohli najít a proto museli čekat až do svítání, což bylo velmi nebezpečné. Někteří se také poté skrývali v lesích, jenže v roce 1944 byl březen jedním z nejstudenějších a z toho důvodu museli svůj úkryt opustit. Ti, co šli pěšky, si mezi sebou říkali „Bačkoráři“.
Tato událost rozhněvala Adolfa Hitlera především proto, že mezi uprchlíky byli také Poláci a tři Češi. Do pátrání po uprchlících se zapojilo až 70 tis. mužů. Uprchlíci byli postupně chyceni a 50 jich bylo na přímý rozkaz Hitlera gestapem na různých místech v Německu bez soudu popraveno. Poprava zajatců bylo v rozporu s Ženevskými konvencemi. Zastřelení letci byli tajně spáleni v krematoriích.
Na svobodu se nakonec dostali pouze tři letci  - dva Norové, Per Bergsland a Jens Müller, a Holanďan Bram van der Stok. Norové prchali společně a podařilo se jim přeplavit se na lodi do neutrálního Švédska. Van der Stok s pomocí nizozemských, belgických a francouzských odbojářů úspěšně uprchl až do Španělska, kde se v Lleidě přihlásil na britském konzulátu. Po návratu do Spojeného království se opět připojil k RAF.

### Osudy českých uprchlíků
Nejdříve byl chycen Arnošt Valenta s Johnny Marshallem, byli zajati německou hlídkou již zhruba 20 kilometrů jižně od Saganu. S několika dalšími uprchlíky poblíž silnice ze Saganu do Zhořelce byli zastřeleni Gestapem 31. března 1944.
Ivo Tonder prchal s Johnem Stowerem. Nejdříve zamířili na sever k Baltu ve snaze uniknout na lodi. To se však ukázalo nemožným, a tak zamířili do Protektorátu. Tam byli zatčeni ve vlaku mezi Libercem a Hrádkem nad Nisou dne 30. března 1944. Tonder následně strávil osm měsíců na samotce v Praze. Ve vězení se setkal s Dvořákem. V listopadu byli převezeni do tábora v Barthu, v prosinci byli v Lipsku shledáni vinnými ze zrady říšského protektorátu a odsouzeni k trestu smrti. Na ten čekali v táboře Oflag IVc v Colditzu, dočkali se však osvobození americkou armádou. Po únoru 1948 se Tonder pokusil o útěk z Československa, byl však zatčen a odsouzen k osmi letům vězení. Z vězení se mu podařilo v roce 1949 za pomoci CIA uprchnout do Západního Německa a poté do Spojeného království, kde strávil zbytek života. Zemřel v roce 1995.
Bedřich Dvořák prchal s Desmondem Plunkettem přímo směrem do Protektorátu, jeho hranice se jim podařilo překročit již další den. Noc strávili schování v hostinci v Novém Hrádku, kde je skrýval hostinský Josef Tošovský, otec ekonoma Josefa Tošovského. Poté jim domluvil úkryt ve 12 km vzdálené stodole, ke byli až do 31. března 1944, kdy bylo hlavní pátrání po uprchlících odvoláno. Poté zamířili do Pardubic, Prahy a Domažlic. 4. dubna 1944 je zadržel v Klatovech protektorátní četník. V Praze ve vězení se setkal s Tonderem a sdílel jeho osud. Po únoru 1948 byl degradován a demobilizován, živil se jako buldozerista. Zemřel v roce 1973.

### Vraždy letců v Protektorátu Čechy a Morava
Kvůli pátrání po letcích byla vyvražděna česká rodina.[zdroj?] Účastníci útěku byli zastřeleni poblíž Mostu,[zdroj?] dva britští uprchlíci byli chyceni nedaleko Zlína a převezeni gestapáky do Vratislavi. V noci na 29. března 1944 během transportu ze Zlína do Vratislavi byli oba důstojníci v Hrabůvce vyzváni nedaleko kostela k vykonání malé potřeby. Ihned po vystoupení z automobilu byli z bezprostřední blízkosti zezadu zastřeleni. Záznamy z ostravského krematoria dosvědčily, že těla obou důstojníků zde byla následujícího dne zpopelněna a popel pak byl ihned zabaven a odvezen gestapem zpět do tábora Stalag Luft III. 

## Vyšetřování po válce
Zpráva o popravách velmi rozhořčila Velkou Británii, a proto po válce RAF sestavila speciální vyšetřovací tým, který měl vypátrat a zatknout vrahy pilotů. Do čela týmu byl vybrán major Frank McKenna, který začal rekonstrukcí útěku a poté sestavil časový sled událostí. Výbornými důkazy se staly urny s popelem letců a s datem i místem spálení. V červenci 1947 stanulo před válečným tribunálem v Hamburku 18 obžalovaných, všichni byli uznáni vinnými, 14 z nich bylo odsouzeno k trestu smrti oběšením, jeden rozsudek byl změněn na doživotí. Někteří vrazi zůstali nedopadeni, protože McKenna nemohl vyšetřovat v sovětské okupační zóně.

## V kultuře
- V roce 1963 byl natočen film Velký útěk (The Great Escape) na motivy stejnojmenné knihy Paula Brickhilla, která se událostí volně inspirovala.
- Třetí díl seriálu Neskutečné historky (Ripping Yarns) s názvem Útěk ze Stalag Luft 112 B, natočený v roce 1977, částečně parodoval předešle zmíněný film; děj je zde zasazen do období 1. světové války.

### Film
- Dokument BBC Velký útěk: Zúčtování
- Film (Velký útěk)